# سنا جمیل
سنا جمیل (عربی: سناء جميل؛ ۲۷ آوریل ۱۹۳۰ – ۲۲ دسامبر ۲۰۰۲) هنرپیشه، و بازیگر سینما اهل مصر بود. او در سال ۱۹۶۵ برنده جایزه بهترین بازیگر نقش مکمل زن از فستیوال فیلم مسکو شد.

## زندگی‌نامه
سنا جمیل در یک خانواده ارتدکس قبطی در استان منیا متولد شد، او برای ادامه فعالیت بازیگری خود به قاهره نقل مکان کرد و نام خود را به سنا جمیل تغییر داد. نام اصلی وی ثریا یوسف عطالله بود.